# Tintin (périodique)
Pour les articles homonymes, voir Tintin (homonymie).
Tintin, également nommé Le Journal Tintin dans le langage francophone courant ou encore Kuifje, dans la version en néerlandais — du nom du personnage de Tintin dans cette langue —, est une publication hebdomadaire de bande dessinée de la seconde moitié du XXe siècle, édité par Le Lombard. Sous-titré « Le journal des jeunes de 7 à 77 ans » puis « Le super journal des jeunes de 7 à 77 ans » et enfin « L'hebdomadaire des super-jeunes de 7 à 77 ans », il diffuse des séries comme Blake et Mortimer, Alix, Michel Vaillant, Ric Hochet, Thorgal et bien sûr les deux œuvres principales de Hergé, Les Aventures de Tintin et Milou ainsi que Quick et Flupke.
Le premier numéro de l'édition belge est publié le 26 septembre 1946. Cette édition fut également distribuée au Canada. Le même jour, la version en néerlandais, Kuifje, est également publiée. Le premier numéro de l'édition française, également distribuée en Suisse, sort le 28 octobre 1948.
L'idée de publier cet hebdomadaire vient d'André Sinave, qui désire capitaliser sur le succès de la série Tintin créée en 1929 pour Le Petit Vingtième par Hergé. Par la suite, une rencontre entre Hergé, André Sinave et Raymond Leblanc est organisée. C'est Raymond Leblanc et Georges Lallemand qui fondent à Bruxelles la maison d'édition Le Lombard, chargée de publier le périodique.
Le journal cesse de paraître le 29 novembre 1988 car les ayants droit d'Hergé ont décidé de lancer, sans les Éditions du Lombard, un nouveau journal intitulé Tintin reporter. Celui-ci disparaît au bout de 9 mois, faute de succès. Le Lombard lance à son tour un nouveau périodique destiné à remplacer Tintin, Hello Bédé, qui paraît jusqu'au 26 juin 1993. Cependant, la version en néerlandais, Kuifje, persista jusqu'au dernier numéro d'Hello Bédé.

## Rédacteurs en chef
Rédacteurs en chef successifs
- Jacques Van Melkebeke : 1946-1947
- André Fernez : 1947-1959
- Marcel Dehaye : 1959-1965
- Greg : 1965-1974
- Henri Desclez : 1974-1976
- André-Paul Duchâteau : 1976-1979
- Jean-Luc Vernal : 1979-1988[3]
- Yves Sente : 1992-1993.

## Caractéristiques de publication
| Date              | Année | No | Nombre de pages | Format (cm) | Belgique (FB) | Canada ($) | Congo et étranger (FB) | Espagne (pesetas) | France (FF) | Luxembourg (FL) | Suisse (FS) | Slogan |
| ----------------- | ----- | -- | --------------- | ----------- | ------------- | ---------- | ---------------------- | ----------------- | ----------- | --------------- | ----------- | --- |
| 26 septembre 1946 | 1er   | 1  | 12              | 21x29,5     | 3,50          | -          | -                      | -                 | -           | -               | -           | Chaque jeudi |
| 19 décembre 1946  | 1er   | 13 | 16              | 21x29,5     | 4,00          | -          | -                      | -                 | -           | -               | -           | Chaque jeudi |
| 16 septembre 1948 | 3e    | 38 | 20              | 21x29,5     | 5             | -          | -                      | -                 | -           | -               | -           | Chaque jeudi |
| 10 novembre 1949  | 4e    | 45 | 20              | 21x29,5     | 5             | -          | 6                      | -                 | -           | -               | -           | Chaque jeudi |
| 9 novembre 1950   | 5e    | 45 | 20              | 21x29,5     | 5             | -          | 6                      | -                 | -           | -               | -           | Le journal des jeunes de 7 à 77 ans (l'idée de ce slogan provient de Karel Van Milleghem, rédacteur en chef de Kuifje) |
| 4 juillet 1951    | 6e    | 27 | 20              | 21x29,5     | 6             | -          | 7                      | -                 | -           | -               | -           | Le journal des jeunes de 7 à 77 ans                                                                                    |
| 19 octobre 1955   | 10e   | 42 | 32              | 21x29,5     | 8             | 0,15       | 10                     | -                 | -           | -               | -           | Le journal des jeunes de 7 à 77 ans                                                                                    |
| 8 avril 1959      | 14e   | 14 | 32              | 21x29,5     | 8             | 0,15       | 19                     | -                 | -           | -               | -           | Le journal des jeunes de 7 à 77 ans                                                                                    |
| 16 décembre 1959  | 14e   | 50 | 32              | 21x29,5     | 8             | 0,15       | 11                     | -                 | -           | -               | -           | Le journal des jeunes de 7 à 77 ans                                                                                    |
| 24 février 1960   | 15e   | 8  | 48              | 21x29,5     | 8             | 0,15       | 10                     | -                 | -           | -               | -           | Le journal des jeunes de 7 à 77 ans                                                                                    |
| 2 mars 1960       | 15e   | 9  | 48              | 21x29,5     | 10            | 0,20       | 12                     | -                 | -           | -               | -           | Le journal des jeunes de 7 à 77 ans                                                                                    |
| 2 janvier 1962    | 17e   | 1  | 52              | 21x29,5     | 10            | 0,20       | 12                     | -                 | -           | -               | -           | Le journal des jeunes de 7 à 77 ans                                                                                    |
| 7 janvier 1964    | 19e   | 24 | 52              | 21x29,5     | 10            | 0,25       | 12                     | -                 | -           | -               | -           | Le journal des jeunes de 7 à 77 ans                                                                                    |
| 15 juin 1965      | 20e   | 1  | 52              | 21x29,5     | 10            | 0,25       | 12                     | -                 | -           | -               | -           | Le super journal des jeunes de 7 à 77 ans                                                                              |
| 3 janvier 1967    | 22e   | 1  | 52              | 21x29,5     | 12            | 0,25       | -                      | -                 | -           | -               | -           | Le super journal des jeunes de 7 à 77 ans                                                                              |
| 10 février 1970   | 25e   | 6  | 52              | 21x29,5     | 12            | 0,25       | -                      | -                 | -           | -               | -           | L'hebdomadaire des jeunes de 7 à 77 ans                                                                                |
| 10 mars 1970      | 25e   | 10 | 52              | 21x29,5     | 12            | 0,25       | -                      | -                 | -           | -               | -           | Le super hebdomadaire des jeunes de 7 à 77 ans                                                                         |
| 5 janvier 1971    | 26e   | 1  | 52              | 21x29,5     | 15            | 0,25       | -                      | 25                | -           | -               | -           | L'hebdomadaire des jeunes de 7 à 77 ans                                                                                |
| 12 janvier 1971   | 26e   | 2  | 52              | 21x29,5     | 15            | 0,25       | -                      | 25                | -           | -               | -           | L'hebdomadaire des super-jeunes de 7 à 77 ans                                                                          |
| 24 juillet 1973   | 28e   | 30 | 52              | 21x29,5     | 15            | 0,30       | -                      | 25                | -           | -               | -           | L'hebdomadaire des super-jeunes de 7 à 77 ans                                                                          |
| 30 octobre 1973   | 28e   | 44 | 52              | 21x29,5     | 15            | 0,30       | -                      | 30                | -           | -               | -           | L'hebdomadaire des super-jeunes de 7 à 77 ans                                                                          |
| 1er janvier 1974  | 29e   | 1  | 64              | 21x29,5     | 15            | 0,30       | -                      | 30                | -           | -               | -           | L'hebdomadaire des super-jeunes de 7 à 77 ans                                                                          |
| 26 mars 1974      | 29e   | 13 | 64              | 21x29,5     | 18            | 0,35       | -                      | 30                | -           | -               | -           | L'hebdomadaire des super-jeunes de 7 à 77 ans                                                                          |
| 9 avril 1974      | 29e   | 15 | 64              | 21x29,5     | 18            | 0,35       | -                      | 30                | -           | -               | -           | L'hebdomadaire qui a du nez !                                                                                          |
| 2 octobre 1974    | 29e   | 40 | 64              | 21x29,5     | 20            | 0,40       | -                      | 35                | -           | -               | -           | L'hebdomadaire des super-jeunes de 7 à 77 ans                                                                          |
| 1er janvier 1975  | 30e   | 1  | 68              | 21x29,5     | 20            | 0,40       | -                      | 35                | -           | -               | -           | L'hebdomadaire des super-jeunes de 7 à 77 ans                                                                          |
| 1er janvier 1976  | 31e   | 1  | 52              | 21x29,5     | 20            | 0,50       | -                      | 40                | -           | -               | -           | L'hebdomadaire des super-jeunes de 7 à 77 ans                                                                          |
| 5 octobre 1976    | 31e   | 41 | 52              | 21x29,5     | 25            | 0,60       | -                      | 50                | -           | -               | -           | L'hebdomadaire des super-jeunes de 7 à 77 ans                                                                          |
| 3 janvier 1978    | 33e   | 1  | 52              | 21x29,5     | 25            | 0,60       | -                      | 60                | -           | -               | -           | L'hebdomadaire des super-jeunes de 7 à 77 ans                                                                          |
| 2 janvier 1979    | 34e   | 1  | 52              | 21x29,5     | 25            | 0,75       | -                      | 60                | 4           | 25              | 2,5         | L'hebdomadaire des super-jeunes de 7 à 77 ans                                                                          |
| 9 janvier 1979    | 34e   | 2  | 52              | 21x29,5     | 25            | 0,75       | -                      | 60                | 4           | 26              | 2,5         | L'hebdomadaire des super-jeunes de 7 à 77 ans                                                                          |
| 6 février 1979    | 34e   | 6  | 52              | 21x29,5     | 25            | 0,75       | -                      | 60                | 4           | 26              | 2,0         | L'hebdomadaire des super-jeunes de 7 à 77 ans                                                                          |
| 17 juillet 1979   | 34e   | 29 | 52              | 21x29,5     | 25            | 0,75       | -                      | 75                | 4           | 26              | 2,5         | L'hebdomadaire des super-jeunes de 7 à 77 ans                                                                          |
| 1er juillet 1980  | 35e   | 27 | 52              | 21x29,5     | 25            | 1,00       | -                      | 75                | 4           | 26              | 2,0         | L'hebdomadaire des super-jeunes de 7 à 77 ans                                                                          |
| 14 octobre 1980   | 35e   | 42 | 52              | 21x29,5     | 25            | 1,00       | -                      | 75                | 5           | 26              | 2,0         | L'hebdomadaire des super-jeunes de 7 à 77 ans                                                                          |
| 4 novembre 1980   | 35e   | 45 | 52              | 21x29,5     | 25            | 1,00       | -                      | 75                | 5           | 26              | 2,5         | L'hebdomadaire des super-jeunes de 7 à 77 ans                                                                          |

## Historique

### Le début: 1946-1949

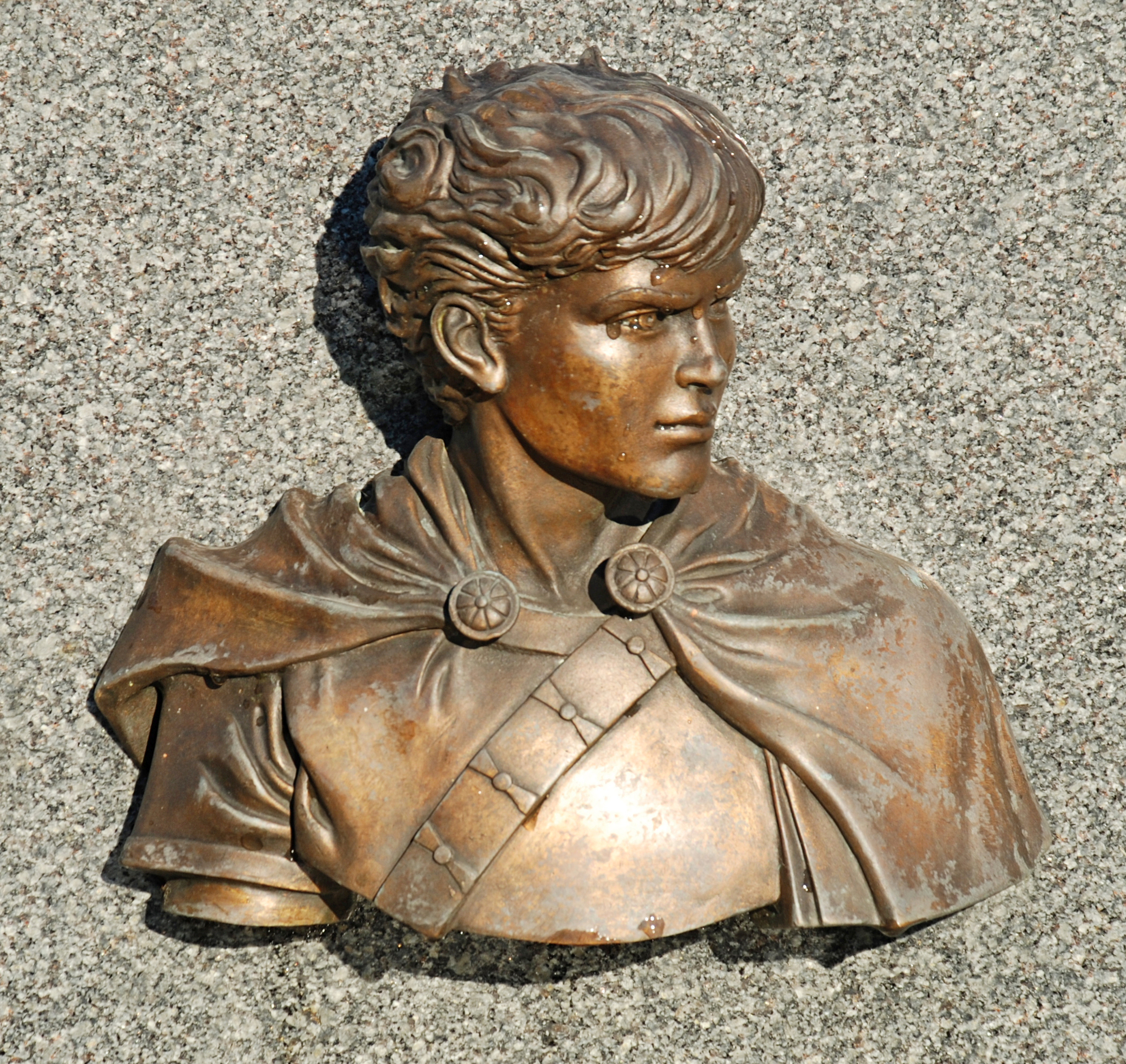
Buste d'Alix sur la tombe de Jacques Martin au cimetière de Céroux (Belgique).

Le premier numéro, daté du 26 septembre 1946, comporte douze pages et réunit des artistes de bandes dessinées de renom :
- Paul Cuvelier avec L'Extraordinaire odyssée de Corentin Feldoë (Corentin) ;
- Hergé avec Le Temple du Soleil (Tintin) ;
- Jacques Laudy avec La Légende des quatre fils Aymon ;
- Edgar Pierre Jacobs avec Le Secret de l'Espadon (Blake et Mortimer).

Dès le treizième numéro (19 décembre 1946), le Journal de Tintin passe à seize pages.
Les années suivantes, Hergé reprend Jo, Zette et Jocko, apparus pour la première fois dans Cœurs Vaillants. Étienne le Rallic fournit une variation humoristique avec Jojo Cow-Boy et Teddy Bill.
En 1947, Tonet Timmermans dessine des couvertures puis une bande dessinée.
En 1948, Jacques Martin arrive avec Alix, en même temps que Dino Attanasio et Willy Vandersteen.
En septembre 1948, le Journal de Tintin passe de seize à vingt pages.
Pendant plusieurs décennies, Hergé garde le contrôle artistique du magazine, d'où ses interférences dans, par exemple, Le Fantôme espagnol de Willy Vandersteen, premier épisode de Bob et Bobette publié dans le journal, (Suske en Wiske en néerlandais en est à son dixième récit à cette époque) ; cet épisode et les suivants publiés dans le Journal de Tintin sont redessinés dans une ligne plus claire et épurée.
Le 28 octobre 1948, est publiée la première version française du Journal de Tintin. Bien que les versions belge et française comportent presque les mêmes bandes dessinées, il y a des lignes éditoriales distinctes. De plus, alors que l'édition belge recommence la numérotation à chaque année, l'édition française utilise une numérotation continue d'une année à l'autre.
En 1949, Bob de Moor rejoint le Journal de Tintin et y dessine quelques pages de gags.

#### Lechèque Tintin
Pour fidéliser ses lecteurs, le journal crée une sorte de point de fidélité qu'il nomme le chèque Tintin (qui se nommera en Belgique le timbre Tintin) et dont on trouve un point dans chaque exemplaire du journal. On peut obtenir des cadeaux divers, tous hors commerce (ce sera l'idée de génie) en échange d'un nombre donné de points pour chaque cadeau. Des marques de produits alimentaires, devant l'engouement des lecteurs du journal, s'affilient elles aussi au chèque Tintin : on en trouve sur des boîtes de farine, de semoule, des soupes, des entremets et il existe même une boisson soda de marque Tintin puis des chaussures Tintin.
Parmi les cadeaux, les très beaux chromos de la collection Voir et savoir ayant pour thèmes l'aviation, les bateaux, l'automobile illustrés d'images originales et un jeu de l'oie dont chaque case est une image extraite d'un album et plus ou moins en rapport avec la case en question. Le jeu porte extérieurement une vignette dorée représentant un chèque Tintin géant.
La SNCF se met elle-même de la partie en proposant d'échanger huit cents chèques Tintin contre cent kilomètres en chemin de fer.

### Les années 1950
Les années 1950 voient l'arrivée de nouveaux artistes : 
| Nom                            | Avec les séries                                                              |
| ------------------------------ | ---------------------------------------------------------------------------- |
| Raymond Reding                 | Jari (1957, sports) Vincent Larcher (1963, sports) Section R (1972, sports)  |
| Albert Weinberg                | Dan Cooper (1957, aviation)                                                  |
| Tibet                          | Chick Bill (western humoristique) Ric Hochet                                 |
| Raymond Macherot               | Chlorophylle Clifton (détective) repris plus tard par Turk, De Groot et Bedu |
| François Craenhals             | Pom et Teddy                                                                 |
| Liliane et Fred Funcken        | Le Chevalier blanc                                                           |
| Jacques Martin                 | Lefranc                                                                      |
| Jean Graton                    | Michel Vaillant                                                              |
| Albert Uderzo et René Goscinny | Oumpah-Pah                                                                   |
| Dino Attanasio                 | Signor Spaghetti                                                             |
| Berck                          | Strapontin                                                                   |

### Rivalité entreTintinetSpirou
Pendant des années, les journaux Spirou et Tintin sont en émulation mutuelle jusqu'à la disparition de ce dernier au début des années 1990, avec un apogée dans les années 1950 et 1960. Les deux hebdomadaires ont d'abord des tons totalement différent, Spirou axé sur la fantaisie et l'humour, Tintin d'un aspect plus sérieux et éducatif. Tintin commence à modifier sa ligne éditoriale au milieu des années 1950, en débauchant André Franquin qui vient de se disputer avec Dupuis et surtout au milieu des années 1960, en recrutant Michel Greg comme rédacteur en chef. Dès lors, les différences éditoriales des deux hebdomadaires ne vont plus être aussi nettes. L'autre grosse différence est le style graphique, Spirou étant adepte de la caricature et du dessin instinctif (style dit de l'école de Marcinelle du nom de la commune de Charleroi où résidait Dupuis), alors que Tintin possède un style plus académique et réaliste (l'école de Bruxelles, la ligne claire). L'ambiance au sein des deux rédactions est également très différente, car chez Spirou les auteurs sont indépendants et travaillent chez eux en toute liberté, alors que chez Tintin les auteurs travaillent souvent avec des horaires de bureau.
Entre les deux périodiques existe un accord tacite de « non-agression » qui fait qu'une maison d'édition ne peut débaucher un auteur du concurrent. Les deux maisons d'édition préfèrent se livrer concurrence sur la qualité du papier d'impression ou le nombre de pages, plutôt qu'à une surenchère sur les auteurs qui ferait grimper le prix des planches. Quelques exceptions cependant, la plus spectaculaire étant le passage chez Tintin d'André Franquin, qui collabore pendant quelques années aux deux hebdomadaires en même temps. D'autres transfuges de Spirou à Tintin suivront, Michel Greg et Will (qui fait le chemin inverse quelques années plus tard), Eddy Paape, ou de Tintin à Spirou, comme Raymond Macherot. Lorsque les auteurs changent d'employeur, ils sont obligés d'abandonner tous leurs droits sur leurs séries et personnages précédents et bien souvent ils se contentent de recréer une série similaire en changeant simplement la forme graphique et le nom des personnages. Les ventes des deux hebdomadaires n'ont jamais connu de gros écarts.
André Franquin crée la série Modeste et Pompon pour le Journal de Tintin alors qu'il poursuit d'autres séries chez Spirou. André Franquin quitte le Journal de Tintin après ses obligations contractuelles, mais la série Modeste et Pompon est poursuivie plusieurs années par Dino Attanasio, Mittéï, Griffo ainsi que Walli et Bom.
Certains artistes passent de Spirou vers Tintin tels que Eddy Paape, Jean Graton et Liliane et Fred Funcken. D'autres passent de Tintin vers Spirou tels que Raymond Macherot et Berck.

### Lesannées 1960

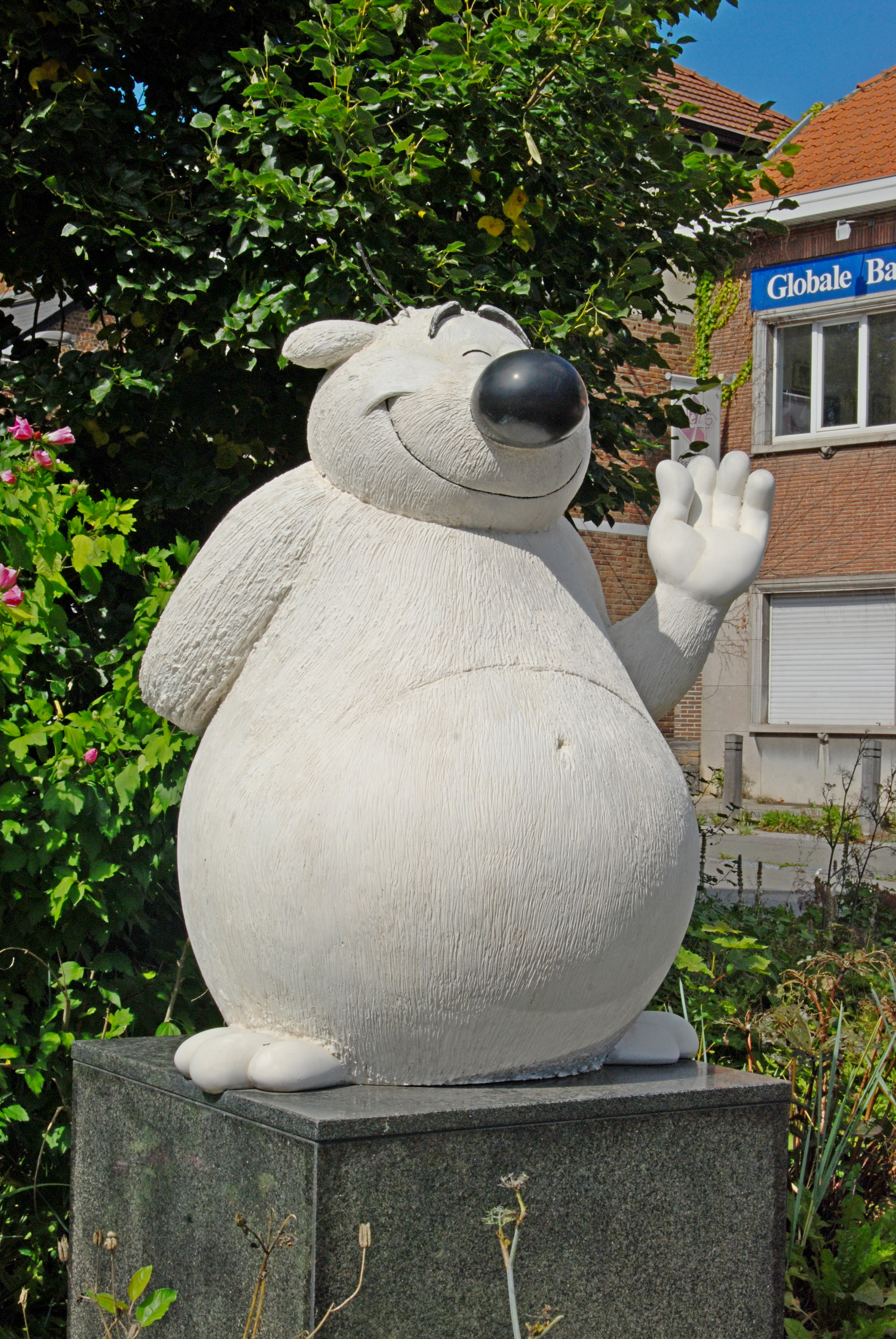
Statue de Cubitus, personnage de Dupa à Limal (Belgique).

Un nouvel élan humoristique est donné avec l'arrivée des artistes suivants :
- Greg avec Rock Derby et Zig et Puce,
- Géri avec Magellan,
- Christian Godard avec Martin Milan,
- Jo-El Azara avec Taka Takata,
- Dany avec Olivier Rameau,
- Dupa avec Cubitus,
- Bob de Groot, Pierre Guilmard et Hachel avec Benjamin,
- Jean Torton, Christian Denayer avec Alain Chevallier,
- William Vance avec Ringo et Bruno Brazil,
- Hermann avec Bernard Prince et Comanche,
- Eddy Paape avec Luc Orient.

Au numéro 9 de la 15e année (2 mars 1960), le Journal de Tintin passe à 48 pages pour accueillir, entre autres, toutes ces nouvelles séries. 
En 1968, 1969 et 1970, le journal participe, avec les firmes Apollinaris et Torck, à l'organisation des trois dernières éditions des jeux de plage publicitaires Les Rois du volant à la côte belge.

### Les années 1970

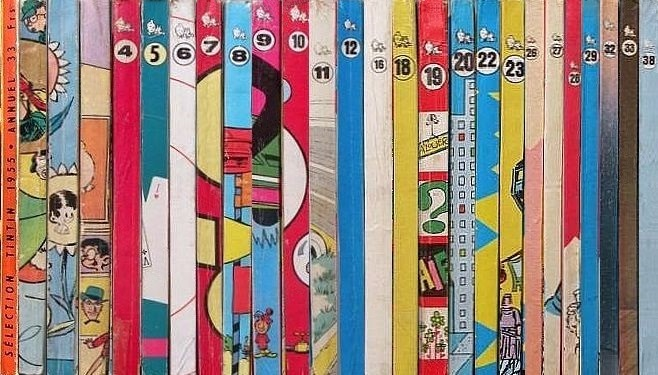
Le supplément trimestriel Tintin Sélection 1955 (0) et les numéros 1 (1968) à 38 (1978).

Le magazine retourne à la bande dessinée réaliste avec :
- Claude Auclair et Simon du Fleuve,
- Derib et Buddy Longway,
- Carlos Giménez et Dani Futuro,
- André Beautemps et Michaël Logan,
- Franz et Jugurtha,
- Cosey et Jonathan,
- Ferry et Ian Kalédine,
- Gilles Chaillet et Vasco,
- Michel Schetter et Les Années de Feu,
- Pierre Brochard et Les Gens de Lameraven,
- Jean-Claude Servais,
- Hugo Pratt et Corto Maltese et
- Will Eisner et The Spirit.
- Grzegorz Rosiński et Jean Van Hamme avec Thorgal

Mais l'humour n'est pas oublié avec :
- Turk et De Groot avec Robin Dubois et
- Serge Ernst et ses Clin d'Œil.

### Les années 1980, le déclin
Dans les années 1980, les ventes déclinent ; peu d'artistes rejoignent le magazine, tels :
- Bernard Capo avec Loïc Francœur,
- René Sterne avec Adler,
- Michel Weyland avec Aria.

La fin du titre original Tintin eut lieu le 29 novembre 1988. Il continua le 9 décembre 1988 sous le nom Tintin reporter, publié par Yeti Presse.
La version française avait déjà été arrêtée en 1972 et continuait sous différents noms (Tintin l'Hebdoptimiste, Nouveau Tintin et Tintin Hebdo) jusqu'au 29 novembre 1988. Tintin l'Hebdoptimiste fut publié du 9 janvier 1973 au 1er juillet 1975, cette formule (un peu particulière et différente), était axée sur les stars de l'époque (du sport, de la musique, du cinéma), toutefois, durant un peu plus d'1 an, Tintin l'Hebdoptimiste gardera la numérotation venant de l'ancienne formule Tintin, le journal avait également changé son jour de parution, passant du jeudi au mardi et la numérotation a été remise à zéro. Le journal fut renommé Tintin jusqu'au 9 septembre 1975. Le 16 septembre 1975, le premier numéro de Nouveau Tintin paraît, à l'occasion de la première pré-publication de Tintin et les Picaros. La numérotation a été remise pour la seconde fois à zéro, mais note tout de même la numérotation de Tintin l'Hebdoptimiste (par exemple pour le 1er numéro : no 1-141). Le journal rechangera de nom le 6 juin 1978 en Tintin, dès lors, la numérotation ne sera plus jamais remise à zéro. Le 30 octobre 1981, le journal change de nom en Tintin Hebdo et le nom restera jusqu'au numéro du 2 avril 1982 (exceptés les numéros du 5 mars et du 30 mars 1982, où ils ont été renommés en Tintin). Ces cas de changements de formule ne se sont jamais produits en Belgique (que ce soit pour la version française et néerlandaise). Ceci pour une raison inconnue. Par la suite dans la version française, le nom Tintin restera jusqu'au dernier numéro du 29 novembre 1988.
Tintin reporter ne survécut que 9 mois et fut suivi par Hello Bédé en septembre 1989.
La version finale, de nouveau publiée par Le Lombard, continua jusqu'au 29 juin 1993.

### Les années 2020, un numéro spécial unique
Le 26 janvier 2023, lors d'une conférence de presse au 50e Festival international de la bande dessinée d'Angoulême, les éditions du Lombard annoncent, pour fêter leur 77 ans d'existence, qu'un numéro spécial unique du Journal de Tintin sera publié le 8 septembre 2023, en collaboration avec la société Moulinsart,,,,,,.

## Identité visuelle (logo)

Du premier numéro au no 14 de 1946[25].
Du 1er numéro de 1947 au no 4 de 1953[26].
Du no 5 de 1953 au no 52 de 1957.
Du no 1 de 1958 au no 8 de 1960.
Du no 9 de 1960 au no 7 de 1965.
Du no 8 de 1965 au no 6 de 1969.
Du no 7 de 1969 au no 1 de 1971.
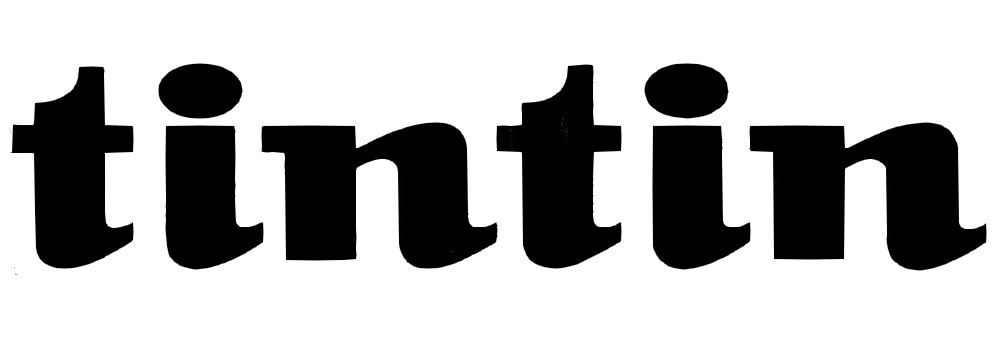
Du no 2 de 1971 au no 48 de 1972.
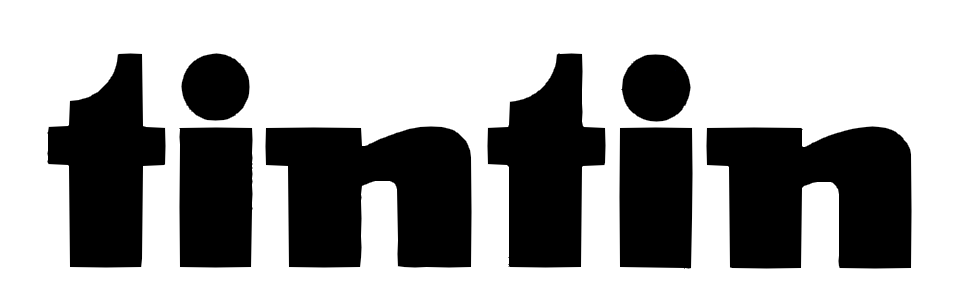
Du no 49 de 1972 au no 39 de 1983.
Du no 40 de 1983 au dernier numéro.

## Bandes dessinées publiées dans la version française deTintin
La liste ci-dessous ne mentionne pas les aventures qui se résument à un seul no  de Tintin (à l'exception de bandes - plusieurs pages - mettant en scène les héros légendaires de l'hebdomadaire) ; il en est de même pour Les Aventures du Professeur Troc (par Bob de Moor), Les Aventures de son Altesse Riri (par Willy Vandersteen), Signor Spaghetti exterminateur (par Dino Attanasio), Modeste et Pompon (par Franquin, seul, ou en collaboration avec Greg ou Goscinny ou Loulou ou Tibet ou Greg ou Gody, puis Dino Attanasio, Mittéï, etc.), Prudence Petitpas (par Maréchal, seul, ou en collaboration avec Macherot ou Goscinny ou Greg ou Mittéï), Indésirable Désiré (par Mittéï, scénario Vicq), Balthazar (par Bob de Moor), Fleurdelys par Mazel, seul, ou en collaboration avec Vicq, Les gags à Taka Takata (par Jo-El Azara), Le Skblllz (par Géri), Max l'explorateur par Bara, Robin Dubois (par Turk et Bob de Groot), La Tribu terrible (par Gordon Bess), L'Espion jovial par Lhun et Lôtre, Rififi (par Guy Mouminoux), Trois hommes en marmite (par Bara), Cubitus (par Dupa), Benjamin (par Hachel), etc.
Elle se termine au no 1262 du 04/01/1973 qui précède le premier no  de Tintin - l'hebdoptimiste daté du 09/01/1973.

## Disques
Plusieurs bandes dessinées parues dans le Journal Tintin sont adaptées par Jean Maurel pour les éditions Festival dans la collection Le disque d'aventure :
- 1956 : Blake et Mortimer : La Marque jaune. Grand Prix du Disque de l’Académie Charles Cros.
- 1956 : Blake et Mortimer : Le Mystère de la Grande Pyramide.
- 1957 : Dan Cooper : Le Triangle bleu. Grand Prix du Disque de l’Académie Charles Cros.
- 1958 : Dan Cooper : Le Maître du soleil.
- 1959 : Dan Cooper : Le Mur du silence.
- 1960 : Alix : Alix l'intrépide.